# 绍卡尔德
绍卡尔德，是匈牙利包尔绍德-奥包乌伊-曾普伦州所辖的一个村。总面积11.40平方公里，总人口545，人口密度47.8人/平方公里（2011年1月1日）。